# Bačvarstvo
Bačvarstvo, tradicijski obrt proizvodnje bačava. 

## Postupak proizvodnje
Bačve se uobičajno prave od hrastovog drveta i koriste se za sazrijevanje vina pa i rakije. Zanimanje bačvara zahtijeva a) poznavanje anatomije drveta, porijeklo drveta (iz koje je regije i na kakvom je zemljištu raslo - vlažnom ili suhom, i na kojoj nadmorskoj visini). Samom činu proizvodnje prethodi pažljiv odabir drveta iz kojega će bačva biti napravljena. Proces započinje cijepanjem trupca hrastovog drveta uzdužnim linijama, zatim rezanjem u dužice po određenoj debljini, sušenje na otvorenom u vremenu od najmanje 18 mjeseci pa i više. Zatim slijedi obrađivanje dužice s vanjske i unutrašnje strane, određivanje ugla dužica prema obimu u litrama, i na kraju savijanje, utorenje, sastavljanje danca, usađivanje danca, zatim postavljanje obruča i poliranje kao završni rad.
Sveci zaštitnici bačvara su Nikola Mirški, Sveti Florijan, Sveti Mihael i Sveti Leonard.

## Vanjske poveznice
- Coopering